# Vitis hancockii
Vitis hancockii là một loài thực vật hai lá mầm trong họ Nho. Loài này được Hance miêu tả khoa học đầu tiên năm 1882.